# Petite Rhue
Die Petite Rhue (manchmal auch Rhue de Cheylade genannt) ist ein Fluss in Frankreich, im Département Cantal in der Region Auvergne-Rhône-Alpes.
Sie entspringt im Gemeindegebiet von Le Claux, an der Ostflanke des Puy de la Tourte, im Regionalen Naturpark Volcans d’Auvergne. Der Fluss verläuft in nördlicher Richtung und mündet nach rund 37 Kilometern bei Coindre, Gemeinde Saint-Amandin, als linker Nebenfluss in die Rhue, die im Mündungsbereich zur Unterscheidung oft auch Grande Rhue genannt wird.

## Orte am Fluss
- Le Claux
- Cheylade
- Saint-Hippolyte

## Sehenswürdigkeiten
- Wasserfall Cascade du Sartre zwischen den Orten Le Claux und Cheylade
- Eisenbahnviadukt von Barajol